# XIX Festival olimpico estivo della gioventù europea
Il XIX Festival olimpico estivo della gioventù europea, o anche conosciuto come 19º EYOF (European Youth Olympic Festival) si svolgerà nel 2027 a Lignano Sabbiadoro, in Friuli-Venezia Giulia, Italia.
Giovanni Malagò annuncia la sede in occasione della cinquantatreesima assemblea dei Comitati Olimpici Europei (COE) a Bucarest, in Romania. Sarà la seconda volta che un EYOF si terrà in questa località, dopo l'edizione del 2005.